# William Tuttle (Maskenbildner)
William Tuttle (* 13. April 1912 in Jacksonville, Florida; † 27. Juli 2007 in Los Angeles, Kalifornien) war ein US-amerikanischer Maskenbildner.

## Leben
William Tuttle verließ früh die Schule um zum Familienunterhalt beizutragen, nachdem sein Vater die Familie verlassen hatte. Nach einigen Jobs ging er Anfang der 1930er-Jahre nach Hollywood und begann im Filmgeschäft zu arbeiten. Unter dem Maskenbildner Jack Dawn fing er zunächst als dessen Assistent bei Twentieth Century Pictures an. Als Dawn 1934 zu Metro-Goldwyn-Mayer (MGM) wechselte und dort Leiter der Make-up-Abteilung wurde, kam Tuttle mit. Bei MGM wirkte er als Maskenbildner unter anderem zunächst an Der Zauberer von Oz und Vater der Braut mit.
Nach Dawns Abschied aus dem Filmbusiness übernahm Tuttle die Leitung der Abteilung. Bei MGM war er so von den 1950er- bis in die 1970er-Jahre verantwortlich für das Make-up hunderter Produktionen. Im Rahmen seiner Tätigkeit bei MGM erstellte Tuttle exakte Gesichts-Abdrücke von vielen Schauspielern, um auch ohne sie künstliche Narben, falsche Nasen oder tiefe Altersfalten anpassen zu können. Als MGM die Make-up-Abteilung auf dem Studiogelände auflöste, übergab Tuttle über 100 dieser Abdrücke, darunter neben den Gesichtern von Paul Newman, Charlton Heston und Laurence Olivier auch eine Nachbildung der Beine der Tänzerin Cyd Charisse, an die University of Southern California.
Unter seinen Arbeiten waren einerseits Fantasy-Filme wie Die Zeitmaschine oder Frankenstein Junior, die ein Make-up verlangten, das ins Monströse und Entstellende ging, andererseits war Tuttle auch dafür verantwortlich, gutaussehende Stars wie Gene Kelly in Du sollst mein Glücksstern sein oder Esther Williams in Die goldene Nixe so herzurichten, dass sie aussahen wie sie selbst, nur noch besser.
William Tuttle starb 2007 im Alter von 95 Jahren in Pacific Palisades, dem Stadtteil von Los Angeles, in dem er bis zuletzt wohnte. Er wurde auf dem Minnesota’s Lakewood Cemetery in Minneapolis begraben.

## Auszeichnungen
Tuttle war der erste Maskenbildner, der für seine Arbeit einen Oscar erhielt: Siebzehn Jahre bevor die Kategorie Bestes Make-up eingeführt wurde, erhielt Tuttle 1965 einen Ehrenoscar für seine Arbeit an dem Film Der mysteriöse Dr. Lao. Bei einem seiner letzten Filme, Teufelskreis Alpha von 1978, arbeitete Tuttle mit Rick Baker zusammen, der die Statuette 1982 dann als erster offizieller Preisträger für American Werewolf bekam.
Von der Academy of Science Fiction, Fantasy & Horror Films nahm William Tuttle zweimal einen Saturn Award und zweimal einen Golden Scroll entgegen, darunter 1978 für den Film Flucht ins 23. Jahrhundert und ein Jahr später für besagten Teufelskreis Alpha, bei dem er sich den Preis mit Baker teilte.
Tuttle erhielt außerdem 1976 eine Nominierung für den US-amerikanischen Fernsehpreis Emmy.

## Filmografie (Auswahl)
- 1939: Der Zauberer von Oz (The Wizard of Oz)
- 1950: Vater der Braut (Father of the Bride)
- 1950: Liebeslied auf Tahiti (Pagan Love Song)
- 1950: Mein Leben gehört mir (A Life of Her Own)
- 1951: Go for Broke!
- 1951: Hübsch, jung und verliebt (Rich, Young and Pretty)
- 1951: Ein Amerikaner in Paris (An American in Paris)
- 1951: Grund zur Aufregung (Cause for Alarm!)
- 1951: Drei auf Abenteuer (Soldiers Three)
- 1951: Kind Lady
- 1951: Von Gier besessen (Inside Straight)
- 1951: Anwalt des Verbrechens (The Unknown Man)
- 1951: Der Mordprozeß O’Hara (The People Against O’Hara)
- 1951: Der Cowboy, den es zweimal gab (Callaway Went Thataway)
- 1951: Karneval in Texas (Texas Carnival)
- 1951: Begegnung in Tunis (The Light Touch)
- 1951: Der Mann in Schwarz (The Man with a Cloak)
- 1952: Mann gegen Mann (Lone Star)
- 1952: Männer machen Mode (Lovely to Look At)
- 1952: Die goldene Nixe (Million Dollar Mermaid)
- 1952: Pat und Mike (Pat and Mike)
- 1952: Du sollst mein Glücksstern sein (Singin' in the Rain)
- 1952: Nur dies eine Mal (Just This Once)
- 1952: Die letzte Entscheidung (Above and Beyond)
- 1952: Mädels ahoi (Skirts Ahoy!)
- 1952: Frau in Weiß (The Girl in White)
- 1952: Die Schönste von New York (The Belle of New York)
- 1952: Stärker als Ketten (Carbine Williams)
- 1952: Verkauft und verraten (The Sellout)
- 1952: Geborgtes Glück (Invitation)
- 1953: Eine Leiche auf Rezept (Remains to bei Seen)
- 1953: Du bist so leicht zu lieben (Easy to Love)
- 1953: War es die große Liebe? (The Story of Three Loves)
- 1953: Verrat im Fort Bravo (Escape from Fort Bravo)
- 1953: Die Wasserprinzessin (Dangerous When Wet)
- 1953: Arena
- 1953: Eine Chance für Suzy (Give a Girl a Break)
- 1954: Brigadoon
- 1955: Das Schloß im Schatten (Moonfleet)
- 1956: Viva Las Vegas (Meet Me in Las Vegas)
- 1956: Die erste Kugel trifft (The Fastest Gun Alive)
- 1956: Alarm im Weltall (Forbidden Planet)
- 1956: Die Macht und ihr Preis (The Power and the Prize)
- 1958: König der Spaßmacher (Merry Andrew)
- 1958: Gigi
- 1958: Die Katze auf dem heißen Blechdach (Cat on a Hot Tin Roof)
- 1959: Der unsichtbare Dritte (North by Northwest)
- 1960: Die Zeitmaschine (The Time Machine)
- 1962: Meuterei auf der Bounty (Mutiny on the Bounty)
- 1962: Das war der Wilde Westen (How the West Was Won)
- 1963: Der mysteriöse Dr. Lao (7 Faces of Dr. Lao)
- 1965: Cincinnati Kid (The Cincinnati Kid)
- 1967: Heiße Colts in harten Fäusten (Return of the Gunfighter)
- 1967: Point Blank
- 1968: Eisstation Zebra (Ice Station Zebra)
- 1971: Was ist denn bloß mit Helen los? (What’s the Matter with Helen? )
- 1974: Frankenstein Junior (Young Frankenstein)
- 1975:  Babe (Fernsehfilm)
- 1976: Flucht ins 23. Jahrhundert (Logan's Run)
- 1978: Teufelskreis Alpha (The Fury)
- 1979: Liebe auf den ersten Biss (Love at First Bite)
- 1981: Zorro mit der heißen Klinge (Zorro the Gay Blade)